# Nadine Dako Tamadaho
Nadine Dako Tamadaho est une femme politique béninoise.

## Biographie
Nadine Dako Tamadaho est diplômée de l'École nationale d'administration et de magistrature du Bénin.
Elle occupe plusieurs hautes fonctions sous la présidence de Boni Yayi. Le 17 février 2014, elle est nommée en conseil des ministres au poste de directrice générale du Conseil National des Chargeurs du Bénin (CNCB).
Une année plus tard, le 18 juin 2015, elle est nommée au poste de ministre chargée de l’emploi des jeunes, ministère créé après la scission en deux ministères du ministère de la microfinance, de l’emploi et de l’entrepreneuriat des jeunes et des femmes dont Marie-Laurence Sranon Sossou était la ministre. Cette nomination est critiquée à la suite des révélations sur sa gestion de la CNCB,.
Le 25 mars 2016, elle quitte ce poste et est nommée conseillère spéciale à l’emploi du président de la République.